# Fairtradová škola

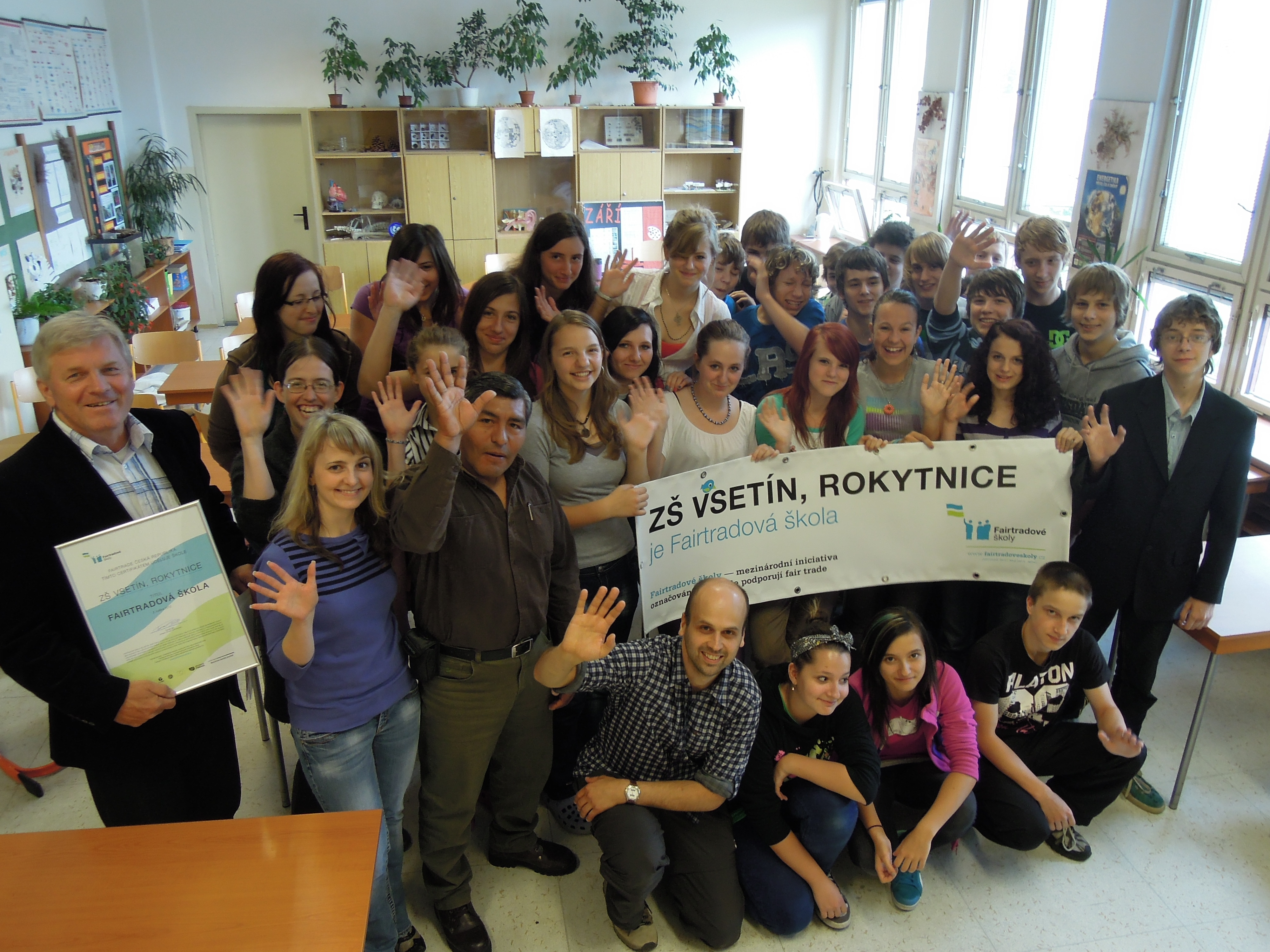
Fairtradová škola ZŠ Rokytnice, Vsetín

Fairtradové školy jsou součástí kampaně Fairtradová města – mezinárodní iniciativy označování míst, kde je podporován fair trade. Cílem kampaně je osvěta v oblasti fair trade a podpora prodeje fairtradových produktů v daném místě. Fairtradové školy přidávají globální rozvojová témata do výuky, využívají fairtradové výrobky a aktivně pracují s veřejností. Zapojení do kampaně školám přináší posílení dobrého jména, vzdělávání žáků praktickým příkladem, zajímavé náměty pro výuku a přidanou hodnotu ve srovnání s jinými školami. Svými aktivitami dávají najevo svou společenskou odpovědnost a zájem o globální rozvojové vzdělávání. Status Fairtradová škola mohou získat školy na všech úrovních vzdělávacího systému. 

## Fairtradové školy v České republice
V České republice byla kampaň Fairtradové školy zahájena na podzim 2011 jako součást kampaně Fairtradová města. Kampaň koordinují společně Fairtrade Česko a Slovensko, NaZemi a Ekumenická akademie Praha. První dvě Fairtradové školy v České republice jsou od 9. února 2012 Masarykova ZŠ, Litoměřice a SŠ a JŠ Volyně. Aktuální počet držitelů statusu lze najít na webu kampaně Archivováno 14. 7. 2012 na Wayback Machine.
Ředitel Petr Chytil ze vsetínské ZŠ Rokytnice na kampani oceňuje příležitost zapojení celosvětových témat do výuky: „Žáci se dozvídají o globálních problémech a pak zpracovávají na toto téma filmové spoty nebo komiksy. Jsou to předměty, ve kterých můžeme dělat zajímavé projekty a rozebírat s žáky témata, která by v jiných předmětech byla spíše okrajová.“
Romana Šafránková, učitelka zeměpisu a němčiny ze Střední školy a Jazykové školy Volyně, doplňuje: „Studenti přesvědčili zástupce města Volyně, aby se ucházeli o titul Fairtradové město. Uspořádali také akci pro místní podnikatele a dosáhli toho, že několik obchodů a cukráren ve Volyni začalo prodávat fairtradové produkty.“

### Kritéria udělení statutu
Školy musí pro získání statutu splnit 5 kritérií: 
- ve škole funguje řídicí skupina za účelem podpory fair trade
- škola oficiálně podporuje fair trade
- pedagogové zařazují globální rozvojová témata do výuky a dále se v nich vzdělávají
- škola využívá fairtradové produkty, ty lze také zakoupit v prostorách školy
- škola pořádá akce pro veřejnost a medializuje téma fair trade

### Přínosy pro školy
- posílení dobrého jména instituce u žáků, rodičů a veřejnosti
- vzdělávání a výchova žáků praktickým příkladem
- náměty pedagogům pro výuku
- příležitost pro pozitivní medializaci aktivit školy
- téma odpovědné spotřeby a začlenění globálních témat do výuky jako přidaná hodnota ve srovnání s jinými školami
- aktivní příspěvek naplňování veřejných cílů podpory odpovědné spotřeby a udržitelného rozvoje